# Otto Girgensohn
Christoph Heinrich Otto Girgensohn (* 12. November 1796 im Pastorat Neu-Pebalg (Livland); † 23. November 1869 in Reval) war ein deutschbaltischer evangelischer Theologe und Pfarrer.

## Leben
Girgensohn, ein Sohn des Arrendators Reinhold Girgensohn, studierte ab 1814 Theologie an der Kaiserlichen Universität Dorpat und schloss 1819 sein Studium ab. Noch im selben Jahr wurde er ordiniert und erhielt seine erste Pfarrstelle in Oppekaln (Livland). 1834 wurde er zunächst stellvertretender Propst, 1836 Propst des Walkschen Sprengels. 1835 wechselte er in die bedeutende Kirchengemeinde Marienburg. Hier machte er sich durch seinen Einsatz für die traditionelle lutherische Theologie einen Namen und wurde 1840 nebenamtlich zum geistlichen Assessor des Livländischen Evangelisch-Lutherischen Konsistoriums ernannt. Nachdem er aber in heftige Konflikte mit der unter den livländischen Bauern missionierenden russisch-orthodoxen Kirche geriet und seine Stellung in Livland schwierig wurde, nahm er 1847 einen Ruf als Oberpastor an die Olaikirche in Reval an. 1849 wurde er dort Superintendent und Vizepräsident des städtischen Konsistoriums.
Girgensohn war ab 1828 Mitglied der Lettisch-Literärischen Gesellschaft und arbeitete an der Erstellung des neuen deutschen Gesangbuchs ebenso wie am wiederbelebten lettischen Gesangbuch.

## Auszeichnungen
- 1835: Ehrendoktorwürde (Dr. phil.) der Albertus-Universität Königsberg
- 1849: Goldenes Prediger-Brustkreuz
- 1858: Sankt-Stanislaus-Orden 2. Klasse
- 1869: Orden des Heiligen Wladimir
- 1869: Ehrendoktorwürde (Dr. theol.) der Kaiserlichen Universität Dorpat